# Ohad Levita
Ohad Levita (17 de febrero de 1986) es un portero israelí que juega en el Hapoel Be'er Sheva de la Ligat ha'Al de Israel.

## Trayectoria
Ohad Levita se formó en las categorías inferiores del Hapoel Kfar Saba, dando el salto al equipo al equipo sénior en el año 2003. Jugó durante 6 temporadas en el Hapoel Kfar Saba.
En el verano de 2009 llega a la Eerste Divisie holandesa como agente libre para recalar en las filas del RKC Waalwijk, firmando por dos temporadas, consiguiendo el ascenso a la Eredivisie.
Al terminar su contrato vuelve a Israel para enrolarse en las filas del Hapoel Be'er Sheva con el que jugó una única temporada.
En la temporada 2012-13 fichó por el equipo de la primera división chipriota AC Omonia.
Al final de dicha temporada firma un contrato de tres temporadas con el Maccabi Netanya volviendo así a su país natal. En esa primera temporada gana la Liga Leumit, pero ya en la segunda fue cedido al Maccabi Haifa.
En la temporada 2015-16 se proclamó campeón de la Copa de Israel con el Maccabi Haifa, que lo fichó un año después de su cesión.

## Palmarés

### Títulos nacionales
| Título              | Club               | País         | Año     |
| ------------------- | ------------------ | ------------ | ------- |
| Liga Leumit         | Hapoel Kfar Saba   | Israel       | 2004-05 |
| Eerste Divisie      | RKC Waalwijk       | Países Bajos | 2010-11 |
| Supercopa de Chipre | A. C. Omonia       | Chipre       | 2012    |
| Liga Leumit         | Maccabi Netanya    | Israel       | 2013-14 |
| Copa de Israel      | Maccabi Haifa      | Israel       | 2015-16 |
| Copa de Israel      | Hapoel Be'er Sheva | Israel       | 2019-20 |